# Miejskie Przedsiębiorstwo Energetyki Cieplnej w Nowym Sączu
Miejskie Przedsiębiorstwo Energetyki Cieplnej Sp. z o.o. w Nowym Sączu – przedsiębiorstwo energetyczne zajmujące się wytwarzaniem, przesyłem, dystrybucją oraz obrotem ciepła.

## Historia
Miejskie Przedsiębiorstwo Energetyki Cieplnej w Nowym Sączu zostało wyodrębnione ze struktur Miejskiego Przedsiębiorstwa Gospodarki Komunalnej i Mieszkaniowej, na podstawie Uchwały Rady Miejskiej w Nowym Sączu z dnia 26 września 1996 roku. Od grudnia 1996 roku MPEC funkcjonuje jako Spółka z ograniczoną odpowiedzialnością, w której Miasto Nowy Sącz jest większościowym udziałowcem.

## Działalność
MPEC jest producentem ciepła, które dociera do około 2/3 mieszkańców na 1/3 obszaru miasta Nowego Sącza, a także w Starym Sączu.
Do największych odbiorców energii cieplnej należą spółdzielnie i wspólnoty mieszkaniowe, które stanowią 42% ogółu odbiorców (największym jest Grodzka Spółdzielnia Mieszkaniowa stanowiąca ok. 31% ogółu odbiorców). Do kolejnych istotnych odbiorców ciepła, należą obiekty publiczne, takie jak: szkoły, przedszkola, przychodnie, biblioteki, urzędy, instytucje oraz szpitale. MPEC zasila w ciepło również zakłady przemysłowe, gospodarkę komunalną oraz odbiorców indywidualnych.

## Produkcja
Od roku 2021 w MPEC 64% energii cieplnej jest produkowane w technologii węglowej, 29,5% energii cieplnej pochodzi ze spalania biomasy oraz 6,5% z gazu. Kotłownie MPEC zużywają rocznie około 23 tys. ton miału węglowego najwyższej jakości, a także około 1 mln m³ gazu. Wielkość sprzedaży ciepła kształtuje się na poziomie ok. 470 tys. GJ rocznie.
- Kotłownia Millenium przy ul. Wiśniowieckiego – w kotłowni znajduje się 5 kotłów węglowych, każdy o mocy 12 MW oraz 2 kotły, każdy o mocy 5 MW. W grudniu 2020 roku rozpoczęto eksploatację kotła na biomasę o mocy 7 MW, dodatkowo w latach 2021–2023 zaplanowana jest budowa układu wysokosprawnej kogeneracji gazowej o łącznej nominalnej mocy nie mniejszej niż 6 MWe i 5,85 MWt.
- Kotłownia Sikorskiego – w kotłowni znajdują się 4 kotły węglowe o mocy 3,5 MW każdy.
- Kotłownia Stary Sącz – kotłownia gazowa o mocy ok. 1,4 MW.
- Kotłownia Wólki – kotłownia gazowa o mocy 2 MW, wspomagana kolektorami solarnymi o powierzchni 100 m².
- Dodatkowo na terenie miasta rozlokowanych jest 19 lokalnych małych kotłowni gazowych[2].

## Realizowane projekty finansowane ze środków zewnętrznych

### Budowa układu wysokosprawnej kogeneracji gazowej
- Data podpisania umowy o dofinansowanie: 29 grudnia 2020 r.

- Całkowity koszt inwestycji: 26 898 870 PLN.

- Dofinansowanie ze środków unijnych na poziomie 43% wydatków kwalifikowanych projektu, tj. w wysokości 9 418 000 PLN netto.

- Dofinansowanie na realizację projektu MPEC otrzyma z NFOŚiGW ze środków Funduszu Spójności w ramach Programu Operacyjnego Infrastruktura i Środowisko na lata 2014–2020.

- Okres realizacji inwestycji przewidziano na lata 2021–2023.

Celem projektu jest budowa układu wysokosprawnej kogeneracji, składającego się z 3 silników kogeneracyjnych zasilanych paliwem gazowym o łącznej nominalnej mocy nie mniejszej niż 6 MWe i 5,85 MWt, co zapewni dodatkową zdolność produkcyjną kotłowni Millenium, a także umożliwi produkcję i sprzedaż energii elektrycznej. Produkcja ciepła z instalacji kogeneracyjnej będzie stanowiła około 30% dotychczasowej produkcji ciepła w tych kotłach. Realizacja przedsięwzięcia zmniejszy emisję CO2 ze spalania węgla kamiennego poprzez spalanie paliwa o niższej emisyjności.
Podstawowe parametry techniczne i produkcyjne:
1) Instalacja kogeneracyjna z silnikami gazowymi o mocy elektrycznej nie mniejszej niż 6 MW i mocy cieplnej nie mniejszej niż 5,85 MW,
2) Zakładana wielkość produkcji ciepła – co najmniej 141 000 GJ/rok,
3) Produkcja energii elektrycznej – co najmniej 41 500 MWh,
4) Sprawność całkowita – około 82%,
5) Ograniczenie emisji dwutlenku węgla o 31 mln kg/rok.

### Modernizacja sieci ciepłowniczej oraz likwidacja węzła grupowego – etap 1
- Data podpisania umowy o dofinansowanie: 30 maja 2019 r.

- Data podpisania aneksu do umowy o zwiększenie kosztów kwalifikowanych: 7 października 2019 r.
- Całkowity koszt inwestycji: 23 950 560 PLN.
- Dofinansowanie na realizację projektu MPEC otrzymał z NFOŚiGW w ramach Programu Operacyjnego Infrastruktura i Środowisko na lata 2014–2020.
- W ramach modernizacji sieci ciepłowniczej magistralnej zostało wybranych 8 odcinków sieci. 7 istniejących odcinków sieci magistralnej zbudowanej w technologii kanałowej zamieniono na nowe odcinki sieci w technologii rur preizolowanych, a na jednym odcinek sieci wymieniono izolację.
- Likwidacja wymiennikowni grupowej polegała na zamianie istniejących węzłów bezpośredniego działania na osiedlu Westerplatte na dwufunkcyjne węzły wymiennikowe oraz budowie nowej osiedlowej sieci wysokotemperaturowej w miejsce istniejących sieci niskotemperaturowych.

Bezpośrednim celem projektu było:
- zwiększenie efektywności energetycznej systemu ciepłowniczego, dzięki ograniczeniu strat na przesyle ciepła poprzez zastosowanie rurociągów preizolowanych w miejsce sieci tradycyjnych,

- zwiększenie bezpieczeństwa dostawy ciepła do odbiorców oraz zwiększenie niezawodności i ciągłości dostaw ciepła,
- ograniczenie występowania ubytków wody sieciowej oraz zmniejszenie zużycia ilości paliwa do produkcji ciepła,
- wprowadzenie zdalnego monitoringu sieci za pomocą oprogramowania SCADA.

Dzięki inwestycji MPEC zaoszczędzi ok. 27 tys. GJ/rok energii pierwotnej, ograniczy efekt cieplarniany oraz emisję zanieczyszczeń.

### Modernizacja sieci ciepłowniczej oraz likwidacja węzła grupowego – etap 2
- Data podpisania umowy o dofinansowanie: 28 lipca 2020 r.
- Całkowity koszt inwestycji: 3 772 570 PLN.

- Dofinansowanie na realizację projektu MPEC otrzymał z NFOŚiGW w ramach Programu Operacyjnego Infrastruktura i Środowisko na lata 2014–2020.
- MPEC uzyskał dofinansowanie ze środków unijnych na poziomie 85% wydatków kwalifikowanych projektu, tj. w wysokości 2 564 560,50 PLN netto.

W ramach Projektu zlikwidowane będą 3 wymiennikownie grupowe wraz z sieciami niskoparametrowymi centralnego ogrzewania, sieciami ciepłej wody użytkowej i cyrkulacji ciepłej wody użytkowej.
Bezpośrednim celem projektu było:
- zwiększenie efektywności energetycznej systemu ciepłowniczego, dzięki ograniczeniu strat na przesyle ciepła poprzez zastosowanie rurociągów preizolowanych w miejsce sieci tradycyjnych,
- zwiększenie bezpieczeństwa dostawy ciepła do odbiorców oraz zwiększenie niezawodności i ciągłości dostaw ciepła,
- ograniczenie występowania ubytków wody sieciowej oraz zmniejszenie zużycia ilości paliwa do produkcji ciepła,
- wprowadzenie zdalnego monitoringu sieci za pomocą oprogramowania SCADA.

Dzięki inwestycji MPEC zaoszczędzi ok. 14 tys. GJ/rok energii pierwotnej, a także ograniczy efekt cieplarniany oraz emisję zanieczyszczeń.

### Budowa kotła biomasowego
- Data podpisania umowy o dofinansowanie: 19 listopada 2018 r.[3]
- Data podpisania aneksu do umowy o zwiększenie kosztów kwalifikowanych: 7 października 2019 r.[4]
- Całkowity koszt inwestycji: 14 523 340 PLN.
- Dofinansowanie na realizację projektu MPEC otrzymał z NFOŚiGW dofinansowanego ze środków Funduszu Spójności w ramach Programu Operacyjnego Infrastruktura i Środowisko na lata 2014–2020.
- Celem projektu była budowa kotła opalanego biomasą o nominalnej mocy cieplnej 7 MW, zapewniającego dodatkową zdolność produkcyjną kotłowni Millennium, która pozwoli na podłączenie do sieci ciepłowniczej nowych odbiorców ciepła. Kocioł biomasowy wyposażony jest w nowoczesną instalację odpylania spalin tj. elektrofiltr, ograniczający w znacznym stopniu emisję pyłu do powietrza[2].

Realizacja projektu pozwala na osiągnięcie celów w zakresie:
- ograniczenia emisji pyłów i gazów do atmosfery, w tym pyłu do 10 μm. o 69% i pyłu do 2,5 μm o 23%, a także roczny spadek emisji gazów cieplarnianych o 9 tys. MgCO2 /rok.
- zwiększenia udziału ciepła wytworzonego z OZE w sieci ciepłowniczej z 0% do 19,7% jako pierwszego etapu do osiągnięcia poziomu produkcji ciepła z OZE i kogeneracji w ilości ponad 50% produkowanego ciepła,
- poprawy współczynnika nakładu nieodnawialnej energii pierwotnej WPc do poziomu 1,23 z poziomu 1,47 dla ciepła dostarczanego z sieci do odbiorców ciepła,
- zwiększenia udziału energii pochodzącej ze źródeł odnawialnych w ogólnym zużyciu energii na terenie kraju,
- dywersyfikacji paliw wykorzystywanych w ciepłowni Millenium dla zmniejszenia ryzyka wzrostu ceny ciepła.

Ponadto produkcja energii cieplnej z nowych mocy wytwórczych instalacji wykorzystujących OZE wyniesie 25 tys. Mwht/rok.

### Modernizacja laboratorium badawczego
- Data podpisania umowy o dofinansowanie: 21 stycznia 2020 r.
- Całkowity koszt inwestycji: 238 360 PLN.
- Dofinansowanie Projektu „Modernizacja laboratorium badawczego MPEC Nowy Sącz” w ramach Regionalnego Programu Operacyjnego Województwa Małopolskiego na lata 2014–2020 współfinansowanego z Europejskiego Funduszu Rozwoju Regionalnego.
- MPEC uzyskał dofinansowanie ze środków unijnych na poziomie 85% wydatków kwalifikowanych projektu, tj. w wysokości 166 435,00 PLN netto.

Celem projektu jest inwestycja w aparaturę badawczą oraz wdrożenie normy PN-EN ISO 17025:2018 – „Ogólne wymagania dotyczące kompetencji laboratoriów badawczych i wzorcujących”, do prowadzenia działalności badawczo – rozwojowej, rozszerzenie działalności laboratorium badawczego MPEC Nowy Sącz poprzez wykonywanie badań na potrzeby własne w szczególności biomasy oraz dla innych podmiotów/klientów zewnętrznych.
Dzięki realizacji tego zadania laboratorium badawcze MPEC Nowy Sącz:
- posiada możliwość badania parametrów fizykochemicznych wody kotłowej (twardość ogólna, zasadowość ogólna i mineralna, pH, żelazo, chlorki, miedź, tlen rozpuszczony, fosforany, zawiesina, utlenialność, przewodność elektryczna właściwa) w celu utrzymania jej jakości na najwyższym poziomie minimalizując ryzyko ewentualnych awarii ze strony jakości wody,
- wdraża akredytowane metody badania miału węglowego i biomasy (zawartość wilgoci całkowitej i analitycznej, zawartość popiołu, ciepło spalania – kaloryczność, zawartość siarki),
- jako drugie laboratorium w Małopolsce ma możliwość badania biomasy metodami akredytowanymi,
- jako jedyne w promieniu 100 km ma możliwość badania miału węglowego metodami akredytowanymi[2][5].

## Realizowane projekty finansowane ze środków własnych

### Budowa przyłącza ciepłowniczego do Szpitala Specjalistycznego im. J. Śniadeckiego w Nowym Sączu
- Data realizacji: 30 listopada 2020 r.

- Całkowity koszt inwestycji: 1 202 000 PLN

- W ramach inwestycji wybudowano nowoczesny ciepłociąg o długości 1426 m i zainstalowanej mocy cieplnej 1,8MW.

- Zwiększono obszar potencjalnej rozbudowy sieci ciepłowniczej wzdłuż ulicy Kilińskiego[2].

### Planowane inwestycje
MPEC zaplanował działania inwestycyjne związane z rozbudową sieci ciepłowniczej w kierunku ul. Jana Pawła II oraz ul. Zielonej w Nowym Sączu, które będą realizowane w latach 2021–2022.
W planach przewidziano rozbudowę nowoczesnej sieci ciepłowniczej, co przyczyni się do zmniejszenia ilości miejsc, do których doprowadzenie sieci ciepłowniczej nie było możliwe pod względem techniczno-ekonomicznym, a także stworzy możliwość włączenia do systemu większej liczby mieszkańców Nowego Sącza.